# Anton Lajovic
Anton Lajovic (ur. 19 grudnia 1878 w Vačach, zm. 28 sierpnia 1960 w Lublanie) – słoweński kompozytor.
Z wykształcenia był prawnikiem. Tworzył kompozycje w stylu neoromantycznym, jednak z wprowadzaniem do swoich utworów elementy słoweńskiego folkloru muzycznego. Jego główne dzieła orkiestrowe to Adagio (1900) i poemat symfoniczny Pieśń jesieni (1938). Skomponował również dzieła fortepianowe, kantaty i wiele pieśni solowych i chóralnych.